# 済物
済物（さいもつ/なしもの）とは、平安・鎌倉時代に諸国の国衙が中央の官司に納めた貢納物のこと。諸国にある封戸から封主に納められる貢納物も含まれる。転じて、荘園から納められる年貢を指す場合もあった。

## 概要
元々、中央への貢納物は数量・品目が国ごとに定められ、『延喜式』主計寮式に記されたものは「式数」と呼ばれて、貢納数量・品目の基準とされた。中央に収納された貢納物は大蔵省などの出納官司によって諸官司に必要な分を支給していたが、平安時代中期に出納官司の機能が停止すると、諸官司が必要に応じて済物使を諸国に派遣して直接現地において貢納物を収納するようになった。ところが諸官司の中には済物使を派遣せず京都で国司から責め取り、国司を困らせることもあった。11世紀中期以後、様々な貢納物を諸国がまとめて納付するようになり、それらは「納官封家済物」などと称され、略して「済物」とも称されるようになった。国司から済物の収納が行われるごとに返抄が作られ、完済すると惣返抄が発行され、受領功過定などにおける評価の対象とされた。